# Махмудли
Махмудли (на гръцки: Πολύβρυσο, Поливрисо, катаревуса: Πολύβρυσον, Поливрисон, до 1927 година Μαχμουτλή, Махмутли) е бивше село в Република Гърция, разположено на територията дем Синтика, област Централна Македония.

## География
Селото е било разположено източно от град Валовища (Сидирокастро) в западното подножие на Шарлия (Врондос).

## История

### В Османската империя
В края на XIX век Махмудли е село, спадащо към Демирхисарската каза на Серски санджак.
В 1891 година Георги Стрезов пише за селото:
| „ | Махмутли, конярско село, което се разделя на четире махали под разни имена и недалеч една от друга. На И от Валовища на един час при полите на Ляля. Няма орна земя; жителите са повече скотовъдци и едва се прехранват. 65 къщи. | “ |

Според статистиката на Васил Кънчов („Македония. Етнография и статистика“) в 1900 година в Махмудли живеят 450 турци.

### В Гърция
През Балканската война селото е освободено от Седма пехотна рилска дивизия на българската армия, но след Междусъюзническата война от 1913 година остава в пределите на Гърция. Според преброяването от 1928 година Махмудли е изцяло бежанско село с 23 бежански семейства и 88 души бежанци. В 1926 година е прекръстено на Поливрисо, но официално смяната влиза в регистрите в следващата 1927 година.